# Ізабелла Нільсон Ярванді
Ізабелла Нільсон Ярванді (швед. Izabella Nilsson Jarvandi, народилася 25 листопада 2003 у Гетеборгзі) — шведська політична активістка, учасниця руху «жовтих жилетів» і захисниця прав жінок. Пресою названа «Анти-Гретою».

## Біографія

### Сім'я
Тато Ізабелли — іранець, мати — шведка. Ярванді провела дитинство у кварталі Гетеборга, сумно відомім високим рівнем злочинности. Хоча вона навчалася у звичайній початковій школі, вона була свідком безлічі нагод сегрегації серед друзів і родичів, часто пов'язаних з мовними і міжкультурними конфліктами, неспроможністю адаптуватися у суспільстві, а також випадків прояву расизму і скоєння різноманітних злочинів (у тому числі сексуального насилля і наркоманії). У інтерв'ю відомому шведському інтернет-каналу Swebbtv Мікаель Вільґерт Ярванді сказала, у школі часто ґвалтували учениць, а учителі боялись виступати проти учнів.

### Погляди
Отримала популярність завдяки виступу 9 грудня 2018 на площі Мюнтторгеть у Ґетеборзі з призовами проти підписання Глобального договору про міграцію, також виступала у Гельсінборзі і Стокгольмі. Ярванді виступає проти поточної політики Уряду Швеції, пов'язаної з просуванням ідеї мультикультуралізму і інтеграцією мігрантів у шведську громаду, і висловлює своє «незадоволення, гнів і спустошення» подібною політикою. У грудні 2018 року у журналі Katerina Magasin була опублікована стаття, у котрій Ярванді відкрито обурилась діями членів Парламенту, направлених на руйнування її батьківщини, «яка колисьбула великою країною». Італійська газета Lettera Donna назвала Ярванді «юною політичною активісткою, котра виступає проти глобалізму і змагається за правду і справедливість у ім'я улюбленої Швецїї».
У березні — квітні 2019 року пресі стало відомо те, що Ярванді виступає проти глобалізму, массовой міграції і гендерних досліджень, котрі, по її словам, несуть суцільну дезінформацію щодо шведської молоді, і вимагає закликати до відповіді шведські політичні кола за руйнування шведського традиційного суспільства, а також активно підтримує політику уряду Угорщині очолювану Віктором Орбаном, направлену на обмеження міграції у країну.
У критичній статті німецької газети Augsburger Allgemeine Ізабелла говорить: "Мені цікаво, як з нами будуть звертатися, якщо наша імміграція і народжуваність не зміниться, і ми станемо меншістю." [...] "Швеція приймає занадто багато іммігрантів, жінки більше не наважуються виходити на вулицю." Вона звинувачує mainstream media в поширенні неправдивої інформації, наприклад, що вони приховують злочини, вчинені особами, які шукають притулку.
Італійська версія Huffington Post писала: «Вона засуджує те, що вона називає «геноцидом шведського народу» через ліберальної політики її країни щодо імміграції. [...] Вона також виступає за сімейну політику і бореться з так званої гендерної ідеологією, згідно з якою, відмінності в поведінці чоловіків і жінок обумовлені освітою».
У підтримку Ізабелли висловився генеральний секретар Партії Франції. Тому Жолі, а видання Freie Welt зазначило, що Ізабелла викликає куди більше довіри, ніж Ґрета Тунберґ, оскільки не займається самопіаром, а діє з особових переконань. Наприкінці квітня 2019 року газета Vietato Parlare процитувала Ізабеллу, яка назвала Євросоюз і шведський уряд «екстремістами», а ліві партії звинуватила у лицемірстві; у червні 2019 року у інтерв'ю My Nation Ізабелла попередила про те, що у шведів «зберігся дух вікінгів», який рано або пізно проявить себе.
5 жовтня 2019 року мікроблог Ізабелли у Твіттері був заблокований. Адміністрація пояснила це тем, дівчина занадто юна для ролі націоналістичної активістки. На той момент серед її підписників числилось майже 10000 користувачів. 14 жовтня Ізабелла створила новий аккаунт, який на даний час (02.12.2019) налічує 1691 підписників.

## Реакція
Консервативні і націоналістичні політичні кола, а також преса подібної спрямованости високо оцінили виступи Ярванди, похваливши її за сміливість і «захист власних цінностей»: так, її виступ позначив Матіас Файнборк з видання Die Weltwoche, Томас Педреті у книзі «Все, вам потрібно знати про клімат» (італ. Tutto quello che c'è da sapere sul clima. Tutto quello che c'è da sapere sul clima) і Антоніо Джанґранде у книзі «Італія у дзеркалі ДНК італійців 2019 року, частина 4. Культура і ЗМІ» (італ. Italia allo specchio il dna deli italiani anno 2019 quarto party. La Culture ed I Media. Italia allo specchio il dna deli italiani anno 2019 quarto party. La Culture ed I Media). Сучасні блогери стверджують, що Ізабелла могла б перевершити за популярностю активістку, Ґрету Тунберґ, якщо б не упереджене ставлення суспільства до супротивників масової міграції і глобалізації, чию позицію часто розцінюють деструктивно, і відсутність підтримки Ізабелли у медіа, як у Ґрети.